# Cnipsomorpha apteris
Cnipsomorpha apteris är en insektsart som först beskrevs av Liu, S.L. och Cai 1992.  Cnipsomorpha apteris ingår i släktet Cnipsomorpha och familjen Phasmatidae. Inga underarter finns listade i Catalogue of Life.